# Saint-Point
Saint-Point är en kommun i departementet Saône-et-Loire i regionen Bourgogne-Franche-Comté i östra Frankrike. Kommunen ligger i kantonen Tramayes som tillhör arrondissementet Mâcon. År 2022 hade Saint-Point 362 invånare.

## Befolkningsutveckling
Antalet invånare i kommunen Saint-Point
| Referens: INSEE |